# Liste der Knights Grand Cross des Order of the British Empire
In dieser Liste werden lebende Mitglieder des Order of the British Empire der Stufe Knight Grand Cross (GBE) aufgeführt. Weibliche Mitglieder des Ordens derselben Stufe sind in der Liste der Dames Grand Cross des Order of the British Empire zu finden.
Soweit nicht anders angegeben, gehören die Personen jeweils der zivilen Abteilung des Ordens an.
| Name                                | Stufe | Ernennung | Hinweis                |
| ----------------------------------- | ----- | --------- | ---------------------- |
| Christopher Leaver                  | GBE   | 1981      |                        |
| Anthony Jolliffe                    | GBE   | 1982      |                        |
| Taher al-Masri                      | GBE   | 1988      | Ehrenmitglied          |
| David Harcourt-Smith                | GBE   | 1989      | militärische Abteilung |
| Alexander Graham                    | GBE   | 1990      |                        |
| Patrick Hine                        | GBE   | 1991      | militärische Abteilung |
| Brian Jenkins                       | GBE   | 1991      |                        |
| Francis McWilliams                  | GBE   | 1992      |                        |
| Kenneth Eaton                       | GBE   | 1994      | militärische Abteilung |
| Bill Wratten                        | GBE   | 1998      | militärische Abteilung |
| Stephen Brown                       | GBE   | 1999      |                        |
| George J. Mitchell                  | GBE   | 1999      | Ehrenmitglied          |
| Michael Sidney Perry                | GBE   | 2001      | [ 2 ]                  |
| Anthony Bagnall                     | GBE   | 2002      | militärische Abteilung |
| Timothy Granville-Chapman           | GBE   | 2006      | militärische Abteilung |
| David Cooksey                       | GBE   | 2007      | [ 5 ]                  |
| Mervyn King, Baron King of Lothbury | GBE   | 2011      | [ 6 ]                  |
| John Parker                         | GBE   | 2012      | [ 7 ]                  |
| Keith Mills                         | GBE   | 2012      | [ 8 ]                  |
| Alan Budd                           | GBE   | 2012      | [ 8 ]                  |
| John Bell                           | GBE   | 2014      | [ 9 ]                  |
| Ratan Tata                          | GBE   | 2014      | Ehrenmitglied          |
| Stuart Peach                        | GBE   | 2015      | militärische Abteilung |
| Ian Wood                            | GBE   | 2016      | [ 11 ]                 |
| Cyril Chantler                      | GBE   | 2016      | [ 12 ]                 |
| Michael Rawlins                     | GBE   | 2017      | [ 13 ]                 |
| Keith Peters                        | GBE   | 2017      | [ 14 ]                 |
| Craig Reedie                        | GBE   | 2018      | [ 15 ]                 |
| Christopher Greenwood               | GBE   | 2018      | [ 16 ]                 |
| Michael Burton                      | GBE   | 2019      | [ 17 ]                 |
| Frederick Curzon                    | GBE   | 2021      | [ 18 ]                 |
| Partha Dasgupta                     | GBE   | 2022      | [ 19 ]                 |
| Bill Beaumont                       | GBE   | 2023      | [ 20 ]                 |
| James McDonald                      | GBE   | 2023      | [ 20 ]                 |
| Ridley Scott                        | GBE   | 2023      | [ 21 ]                 |